# 3843 OISCA
A 3843 OISCA (ideiglenes jelöléssel 1987 DM) egy kisbolygó a Naprendszerben. Y. Oshima fedezte fel 1987. február 28-án.